# Dasychira pectinata
Dasychira pectinata är en fjärilsart som beskrevs av George Francis Hampson 1906. Dasychira pectinata ingår i släktet Dasychira och familjen tofsspinnare. Inga underarter finns listade i Catalogue of Life.